# Stazione di Dogna
Stazione di Dogna 1995-ben bezárt vasútállomás Olaszországban, Dogna településen.

## Vasútvonalak
Az állomást az alábbi vasútvonalak érintették:
- K.k. Staatsbahn Tarvis–Pontafel

## Kapcsolódó állomások
A vasútállomáshoz az alábbi állomások vannak a legközelebb:
- Stazione di Pontebba (–1948)
- Stazione di Chiusaforte
- Pietratagliata railway station (1948–)